# Bactrocera samoae
Bactrocera samoae är en tvåvingeart som beskrevs av Drew 1989. Bactrocera samoae ingår i släktet Bactrocera och familjen borrflugor. Inga underarter finns listade.